# Rombout van Troyen
Rombout van Troyen (Amsterdam, 1605 ca. – 1650) è stato un pittore olandese.

## Biografia

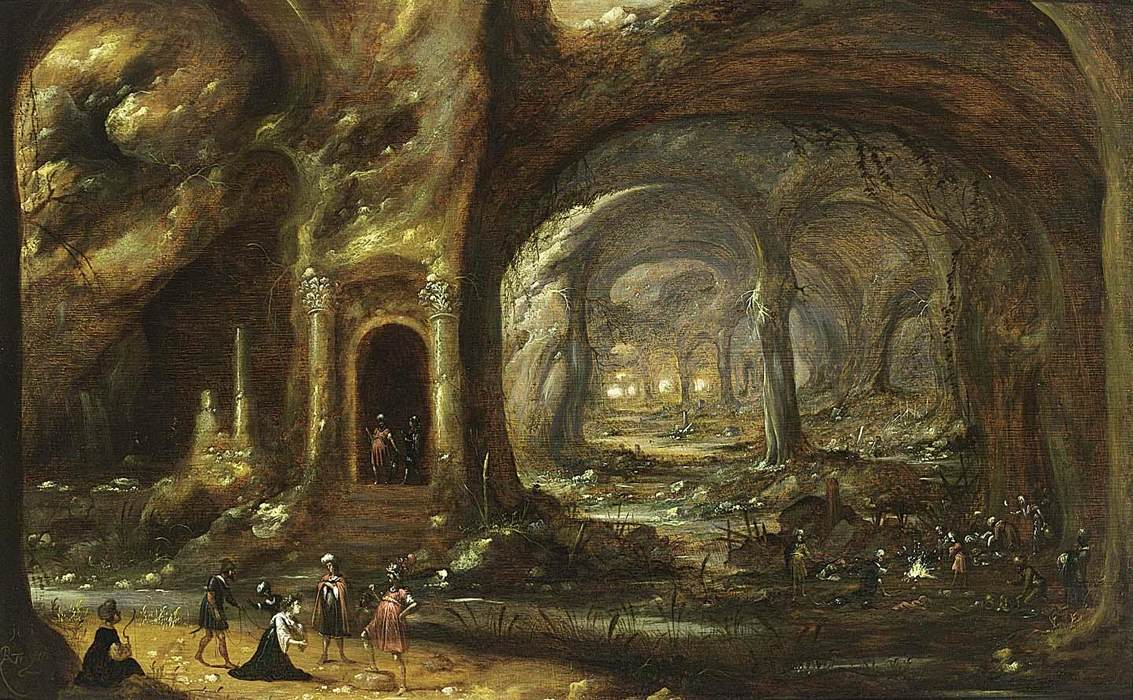
Grotta con soldati che hanno catturato una donna, Collezione privata

Allievo di Jan Pynas ad Amsterdam, la sua opera presenta però affinità con pittori di rovine come Cornelis van Poelenburch e Bartholomeus Breenbergh: soggetti favoriti delle sue opere, per le quali è stato spesso confuso con il più accademico Abraham van Cuylenborch, sono grotte ornate da strane statue e colonne con piccole figure irreali, come effetti di illuminazione fantastica.
Opere di van Troyen sono conservate nell'Herzog Anton Ulrich-Museum a Braunschweig, nel Städtische Kunstsammlungen di Kassel (Caverne), nel Palais des Beaux-Arts de Lille di Lilla (Sacrificio in una catacomba), nel museo di Gottinga (Cristo e la Cananea) e nel Museo Vescovile di Haarlem (Battesimo dell'eunuco).